# Garautha
Garautha är en ort i Indien.   Den ligger i distriktet Jhānsi och delstaten Uttar Pradesh, i den centrala delen av landet, 400 km sydost om huvudstaden New Delhi. Garautha ligger 155 meter över havet och antalet invånare är 9 489.
Terrängen runt Garautha är platt. Runt Garautha är det ganska tätbefolkat, med 207 invånare per kvadratkilometer. Närmaste större samhälle är Gursarāi, 12,7 km väster om Garautha. Trakten runt Garautha består till största delen av jordbruksmark.